# Newport (Oregon)
Newport é uma cidade localizada no estado norte-americano de Oregon, no Condado de Lincoln.

## Demografia
Segundo o censo norte-americano de 2000, a sua população era de 9532 habitantes.
Em 2006, foi estimada uma população de 9896, um aumento de 364 (3.8%).

## Geografia
De acordo com o United States Census Bureau tem uma área de 27,0 km², dos quais 23,0 km² cobertos por terra e 4,0 km² cobertos por água.

## Localidades na vizinhança
O diagrama seguinte representa as localidades num raio de 28 km ao redor de Newport.

## Cidade-irmã
Newport possui uma cidade-irmã:
- Monbetsu, Japão